# Kairos (Rakete)
Die Kairos (japanisch カイロス Kairosu) ist eine vierstufige japanische Trägerrakete, die für den Start von Kleinsatelliten verwendet werden soll. Sie ist eine der kleinsten heutigen Trägerraketen. Der Name der Rakete steht für Kairos als die Gottheit der günstigen Gelegenheit in der griechischen Mythologie, außerdem als Backronym für Kii-based Advanced & Instant Rocket System. Ein erster Startversuch der Kairos am 13. März 2024 endete nach wenigen Sekunden mit einer Selbstzerstörung der Rakete Der zweite Versuch im Dezember 2024 schlug ebenfalls fehl.

## Hersteller und Betrieb
Die Kairos wird von dem 2017 gegründeten Unternehmen Space One gebaut und betrieben, einem Joint Venture des Optik- und Elektronikkonzerns Canon und des Luft- und Raumfahrtkonzerns IHI Aerospace. Als Kapitalgeber sind die Development Bank of Japan und die Kiyo Bank beteiligt. Space One betreibt für die Kairos einen eigenen Startplatz, den Weltraumbahnhof Kii (japanisch スペースポート紀伊 Supēsupōto Kii, englisch Spaceport Kii) bei Kushimoto in der Präfektur Wakayama im Süden der Kii-Halbinsel.

## Technische Daten
Die Rakete besteht aus drei Stufen mit Feststoffantrieb und einer vierten Stufe, welche Flüssigtreibstoff verwendet. Sie ist 18 Meter hoch und hat einen Rumpfdurchmesser von 1,35 Metern. Die Nutzlastverkleidung ist mit 1,5 Metern Durchmesser etwas breiter. Das Startgewicht der Rakete beträgt 23 Tonnen. Sie soll bis zu 250 kg schwere Satelliten in 500 km hohe Erdumlaufbahnen bringen können.

## Startliste
Stand: 29. Mai 2025
| Lfd. Nr. | Datum (UTC)         | Startplatz | 12Nutzlast12                        | Art / Zweck                                        | Anmerkungen |
| -------- | ------------------- | ---------- | ----------------------------------- | -------------------------------------------------- | --- |
| 1        | 13. März 2024 02:01 | Kii        |                                     | Aufklärungssatellit                                | Fehlschlag Die Rakete explodierte wenige Sekunden nach dem Abheben nach Auslösung ihrer Selbstzerstörung.                                                                                          |
| 2        | 18. Dez. 2024 02:00 | Kii        | Tatara-1 SC-Sat1 Parus-T1A Ishiki ? | Technologieerprobungssatellit Schulprojekt Cubesat | Fehlschlag Etwa 10 Sekunden vor Brennschluss der ersten Stufe fiel deren Schubvektorsteuerung aus. Die zweite Stufe geriet vom Kurs ab und wurde durch Auslösung ihrer Selbstzerstörung gesprengt. |
| Geplant  |                     |            |                                     |                                                    | |
|          | 2025                | Kii        | Spacevan                            | Raumschlepper                                      | |
|          | [ 12 ]              | Kii        |                                     | militärischer Erdbeobachtungssatellit              | |